# Southend Borough & District Football Combination
Southend Borough & District Football Combination är en engelsk fotbollsliga baserad runt Southend-on-Sea. Den har fem divisioner och toppdivisionen Premier Division ligger på nivå 13 i det engelska ligasystemet.
Ligan är egentligen inte en matarliga till Essex Olympian Football League, men flera klubbar har blivit antagna av den ligan.
Ligan grundades 1920 av G. Somerville som ett alternativ till Southend & District League. 2012 tog ligan upp många klubbar från den då nedlagda Southend & District League.

## Mästare
| Säsong  | Premier Division        |
| ------- | ----------------------- |
| 2003/04 | Shoebury Town 1st       |
| 2004/05 | Ekco/ Thames Park 1st   |
| 2005/06 | Ekco/ Thames Park 1st   |
| 2006/07 | Exhibition United       |
| 2007/08 | Rochford Town           |
| 2008/09 | Old Southendian 1st     |
| 2009/10 | Railway Academicals 1st |
| 2010/11 | Rochford Town 1st       |